# IHF Super Globe 2007
Der 3. IHF Super Globe wurde vom 5. bis 9. Juni 2007 im Indoor Sports Hall Complex in Ägyptens Hauptstadt Kairo ausgetragen. Das Turnier wurde in einer Gruppe (ohne Finalrunde) ausgespielt. Somit stellt die Gruppenplatzierung die Abschlussplatzierung des Turniers dar – der Gruppensieger BM Ciudad Real gewann den Super Globe.

## Gruppenspiele
| Rang | Team                   | Sp. | S | U | N | T   | GT  | Diff. | Pkt. |
| ---- | ---------------------- | --- | - | - | - | --- | --- | ----- | ---- |
| 1    | BM Ciudad Real         | 4   | 4 | 0 | 0 | 138 | 110 | +28   | 8    |
| 2    | Al Ahly Sports Club    | 4   | 3 | 0 | 1 | 117 | 85  | +32   | 6    |
| 3    | Mouloudia Club d’Alger | 4   | 2 | 0 | 2 | 94  | 98  | −04   | 4    |
| 4    | Metodista São Bernardo | 4   | 1 | 0 | 3 | 102 | 115 | −13   | 2    |
| 5    | Al Qadsia Sports Club  | 4   | 0 | 0 | 4 | 78  | 121 | −43   | 0    |

| 5. Juni 2007 | Al Qadsia Sports Club  | 13 : 35 (04 : 18) | Al Ahly Sports Club    |
| 5. Juni 2007 | BM Ciudad Real         | 43 : 33 (21 : 20) | Metodista São Bernardo |
| 6. Juni 2007 | Metodista São Bernardo | 23 : 26 (10 : 15) | Al Ahly Sports Club    |
| 6. Juni 2007 | Mouloudia Club d’Alger | 26 : 29 (12 : 18) | BM Ciudad Real         |
| 7. Juni 2007 | Mouloudia Club d’Alger | 20 : 28 (09 : 13) | Al Ahly Sports Club    |
| 7. Juni 2007 | Metodista São Bernardo | 25 : 22 (12 : 10) | Al Qadsia Sports Club  |
| 8. Juni 2007 | Mouloudia Club d’Alger | 24 : 21 (13 : 09) | Metodista São Bernardo |
| 8. Juni 2007 | BM Ciudad Real         | 37 : 23 (20 : 12) | Al Qadsia Sports Club  |
| 9. Juni 2007 | Al Qadsia Sports Club  | 20 : 24 (09 : 12) | Mouloudia Club d’Alger |
| 9. Juni 2007 | BM Ciudad Real         | 29 : 28 (15 : 16) | Al Ahly Sports Club    |